# Henryk Słabczyk

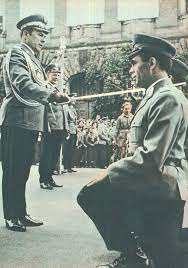
Generał brygady Henryk Słabczyk promuje oficerów Milicji Obywatelskiej, Olsztyn, 4 lipca 1970

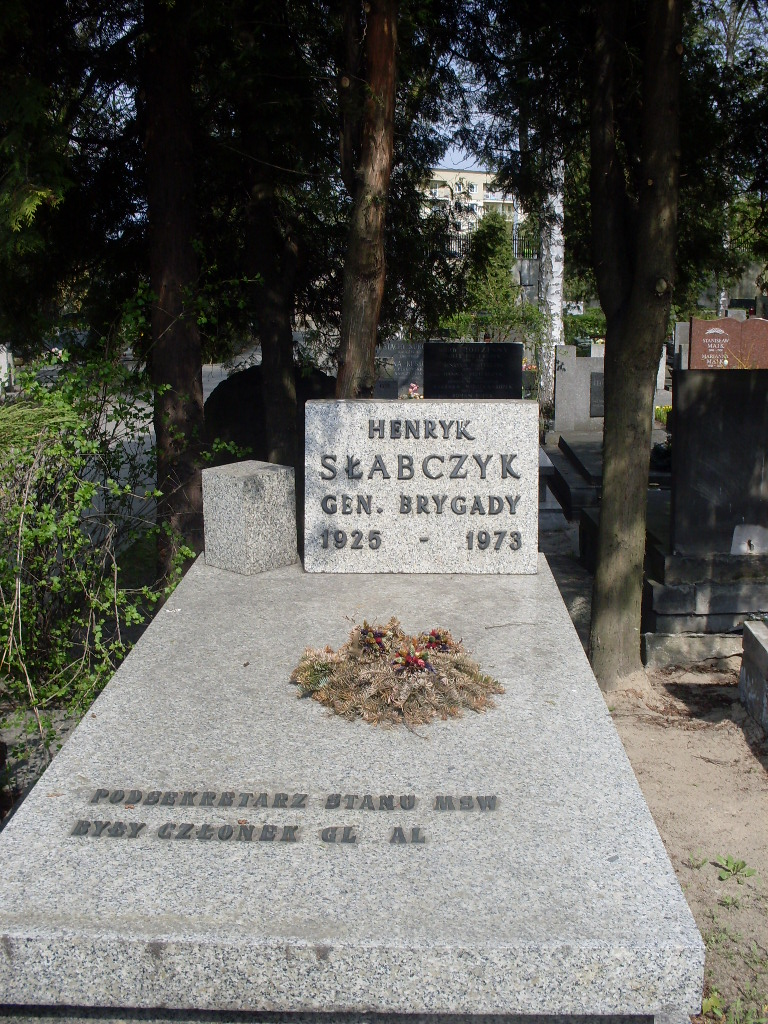
Grób Henryka Słabczyka na Powązkach; 22 lipca 2008

Henryk Słabczyk, ps. Pomidorek (ur. 1 stycznia 1925 w Antolce, zm. 27 października 1973 w Warszawie) – funkcjonariusz milicji i służby bezpieczeństwa, wiceminister spraw wewnętrznych PRL, generał brygady MO.

## Życiorys
Syn Jana, robotnika rolnego, i Franciszki. Skończył 7 klas szkoły podstawowej, był robotnikiem rolnym w Czaplach Małych (1937–), wstąpił do PPR i GL (1942), gdzie przyjął pseudonim Pomidorek. Był członkiem oddziału AL im. Bartosza Głowackiego, uczestniczył w kolportażu konspiracyjnej prasy i w dywersji kolejowej.
W 1945 wstąpił do milicji i został funkcjonariuszem KPMO w Miechowie (1945), milicjantem / zastępcą komendanta posterunku MO w Tczycy (1945–1946), zastępcą komendanta posterunku MO w Charsznicy (1946), p.o. instruktora ds. polityczno-wychowawczych w KPMO w Nowym Targu (1946–).
Ukończył podoficerską szkołę milicji w Krakowie i Centralną Szkołę Oficerów Polityczno-Wychowawczych MO w Łodzi (1947–1948), wykładał i był zastępcą komendanta w Szkole Oficerskiej Centrum Wyszkolenia MO w Słupsku (1948–1951), skończył liceum ogólnokształcące dla pracujących w Słupsku (1951). Kształcił się w Szkole Partyjnej przy KC PZPR w Warszawie (1951–1953).
Był zastępcą komendanta wojewódzkiego MO w Stalinogrodzie (1953–1954), komendantem Ośrodka Szkolenia Oficerów MO/Szkoły Oficerskiej MO w Szczytnie (1954–1958), komendantem MO miasta Łodzi (1958–1965), komendantem MO miasta stołecznego Warszawy (1965–1969), ukończył studia na Wydziale Historyczno-Socjologicznym Wyższej Szkoły Nauk Społecznych przy KC PZPR w Warszawie (1967).
Pełnił funkcję wiceministra spraw wewnętrznych (1969–1973). Stopień generała brygady uzyskał w 1969. 14 grudnia 1970 podczas wydarzeń na Wybrzeżu przybył do Gdańska, gdzie następnego dnia wszedł w skład lokalnego sztabu mającego stłumić strajki; opowiedział się za aresztowaniem członków komitetu strajkowego w Gdyni w nocy z 15 na 16 grudnia 1970. W styczniu 1971 brał udział w akcji likwidacji strajku w Szczecinie. Od 1971 zastępca członka KC PZPR.
Pochowany 30 października 1973 roku w Alei Zasłużonych na cmentarzu Powązki Wojskowe w Warszawie (kwatera B2-tuje-22). W imieniu władz partyjnych i państwowych w pogrzebie udział wzięli zastępcy członków Biura Politycznego KC PZPR Stanisław Kania, Józef Kępa, minister spraw wewnętrznych Stanisław Kowalczyk, sekretarz KC PZPR Jerzy Łukaszewicz, członek Sekretariatu KC PZPR Zdzisław Żandarowski oraz kierownik Wydziału Administracyjnego KC Teodor Palimąka.
W 1976 jego imieniem nazwano Szkołę Podoficerską MO w Pile (szkoła pozbawiona tego patrona w grudniu 1990). Do upadku PRL jego imię nosiła również Szkoła Podstawowa nr 278 w Warszawie przy ul. Jana III Sobieskiego.

## Odznaczenia
- Order Sztandaru Pracy II klasy (1964)
- Krzyż Komandorski Orderu Odrodzenia Polski (1969)[3]
- Krzyż Kawalerski Orderu Odrodzenia Polski
- Złoty Krzyż Zasługi
- Srebrny Krzyż Zasługi
- Krzyż Walecznych
- Medal 10-lecia Polski Ludowej
- Złota Odznaka honorowa „Za Zasługi dla Warszawy” (1970)[4]
- Order Czerwonego Sztandaru (ZSRR)
- Medal Za Umacnianie Przyjaźni Sił Zbrojnych I stopnia (Czechosłowacja)
- inne odznaczenia